# Buddleja indica
Buddleja indica là một loài thực vật có hoa trong họ Huyền sâm. Loài này được Lam. mô tả khoa học đầu tiên năm 1785.